# یواس‌اس هکتور (ای‌آر-۷)
یواس‌اس هکتور (ای‌آر-۷) (به انگلیسی: USS Hector (AR-7)) یک کشتی بود که طول آن ۵۲۹ فوت ۶ اینچ (۱۶۱٫۳۹ متر) بود. این کشتی در سال ۱۹۴۲ ساخته شد.